# Павлов, Сергей Тимофеевич
Сергей Тимофеевич Павлов (6 июля 1897, Санкт-Петербург — 13 апреля 1971, Ленинград) ― генерал-майор медицинской службы, советский учёный, дерматовенеролог, доктор медицинских наук, профессор, заведующий кафедрой кожных и венерических болезней Военно-медицинской академии (1940—1968).

## Биография
Родился 6 июля 1897 году в Санкт-Петербурге в семье профессора, надворного советника Тимофея Павловича Павлова.
В 1909 году поступил в третий класс гимназии Карла Мая. В 1915 году, завершив обучение в гимназии, поступил в Военно-медицинскую академию, которую успешно окончил в 1919 году.
С 1919 по 1922 году проходил службу в частях Красной Армии в Петроукрепрайоне. В 1922 году стал трудиться ординатором клиники кожных и венерических болезней Военно-медицинской академии.
В 1924 году стал преподавателем кафедры кожных и венерических болезней Военно-медицинской академии. В 1927 году уехал в командировку в Германию, где работал у профессоров А. Бушке и И. Ядассона. В 1934 году одновременно с работой в Военно-медицинской академии, был избран заведующим кафедрой кожных и венерических болезней Медицинского вуза-больницы имени И. И. Мечникова, возглавлял кафедру до 1948 года. В 1937 году успешно защитил диссертацию на соискание степени доктора медицинских наук, на тему «Экспериментальные данные по вопросу об иммунитете при сифилисе кроликов и влияние на него недостаточных доз сальварса новых препаратов». С 1940 года имел научное звание — профессор. С 1940 по 1968 годы был избран и работал заведующим кафедрой кожных и венерических болезней Военно-медицинской академии.
Является автором свыше 80 научных работ, в том числе 2 монографии, посвященные изучению патогенеза и клиники экземы, нейродермита, парапсориаза, общей патологии сифилиса, причин заболеваемости дерматозами среди военнослужащих, методике преподавания дерматовенерологии. Он подробно изучил неврогенный патогенез экземы. Под его руководством проведён глубокий медицинский анализ заболеваемость кожными и венерическими болезнями среди военнослужащих Советской Армии в годы Великой Отечественной войны, была дана оценка мероприятиям по предупреждению их распространения заболеваний. Он является автором учебника по кожным и венерическим болезням.
Активный участник медицинского сообщества. Избирался председателем Всесоюзного (1957—1965) и Ленинградского (1958—1971) научных обществ дерматовенерологов, являлся ответственным редактором редакционного отдела «Дерматология и венерология» 2-го издания Большой медицинской энциклопедии.
Умер 13 апреля 1971 года. Похоронен на Богословском кладбище города Санкт-Петербурга.

## Научная деятельность
Труды, монографии:
- К вопросу об иммуно-биологических реакциях при экспериментальном сифилисе кроликов, Труды Воен.-мед. акад., т. 1, Л., 1934, с. 117;
- А. Г. Полотебнов, 1838—1907, Л., 1955;
- О роли кожных рецепторов в процессе сенсибилизации кожи к некоторым химическим веществам, Вестн, вен. и дерм., № 1, с. 3, 1955;
- О нейрогенном патогенезе экземы, Труды Воен.-мед. акад., т. 68, с. 12, Л., 1957;
- Общая патология сифилиса, Многотомное, руководство по дерматовенерологии, под ред. О. Н. Подвысоцкой, т. 1, кн. 1, с. 81, Москва, 1959;
- Кожные и венерические болезни, Москва, 1975.

## Награды
Заслуги отмечены наградами:
- Орден Ленина
- два ордена Красного Знамени.
- Орден Красной Звезды
- другие медали.